# Tournoi de tennis de Mestre
Le Venice Challenge Save Cup est un tournoi international de tennis masculin du circuit professionnel Challenger. Il a lieu tous les ans au mois de mai à Mestre, en Italie. Il a été créé en 2014 et se joue sur terre battue en extérieur.

## Palmarès messieurs

### Simple
| Année | Vainqueur        | Finaliste         | Score         |
| ----- | ---------------- | ----------------- | ------------- |
| 2014  | Pablo Cuevas     | Marco Cecchinato  | 6-4, 4-6, 6-2 |
| 2015  | Máximo González  | Jozef Kovalík     | 6-1, 6-3      |
| 2016  | Gastão Elias     | Horacio Zeballos  | 7-60, 6-2     |
| 2017  | João Domingues   | Sebastian Ofner   | 7-64, 6-2     |
| 2018  | Gianluigi Quinzi | Gian Marco Moroni | 6-2, 6-2      |

### Double
| Année | Vainqueurs                       | Finalistes                       | Score              |
| ----- | -------------------------------- | -------------------------------- | ------------------ |
| 2014  | Pablo Cuevas Horacio Zeballos    | Daniele Bracciali Potito Starace | 6-4, 6-1           |
| 2015  | Flavio Cipolla Potito Starace    | Facundo Bagnis Sergio Galdós     | 5-7, 7-63, [10-4]  |
| 2016  | Fabrício Neis Caio Zampieri      | Kevin Krawietz Dino Marcan       | 7-63, 4-6, [12-10] |
| 2017  | Ken Skupski Neal Skupski         | Julian Knowle Igor Zelenay       | 5-7, 6-4, [10-5]   |
| 2018  | Marin Draganja Tomislav Draganja | Romain Arneodo Danilo Petrović   | 6-4, 62-7, [10-2]  |